# یواس‌ان‌اس جان مک‌دانل (تی-ای‌جی‌اس-۵۱)
یواس‌ان‌اس جان مک‌دانل (تی-ای‌جی‌اس-۵۱) (به انگلیسی: USNS John McDonnell (T-AGS-51)) یک کشتی است که طول آن ۲۰۸ فوت ۵ اینچ (۶۳٫۵۳ متر) می‌باشد. این کشتی در سال ۱۹۹۰ ساخته شد.